# Gladiolus huillensis
Gladiolus huillensis är en irisväxtart som först beskrevs av Friedrich Welwitsch och John Gilbert Baker, och fick sitt nu gällande namn av Peter Goldblatt. Gladiolus huillensis ingår i släktet sabelliljor, och familjen irisväxter. Inga underarter finns listade i Catalogue of Life.